# Lincoln Town Car
La Town Car è un'autovettura full-size di lusso prodotta dalla Lincoln dal 1981 al 2011. È stata spesso utilizzata nella sua versione allungata come limousine sia negli Stati Uniti che in Canada.

## Storia

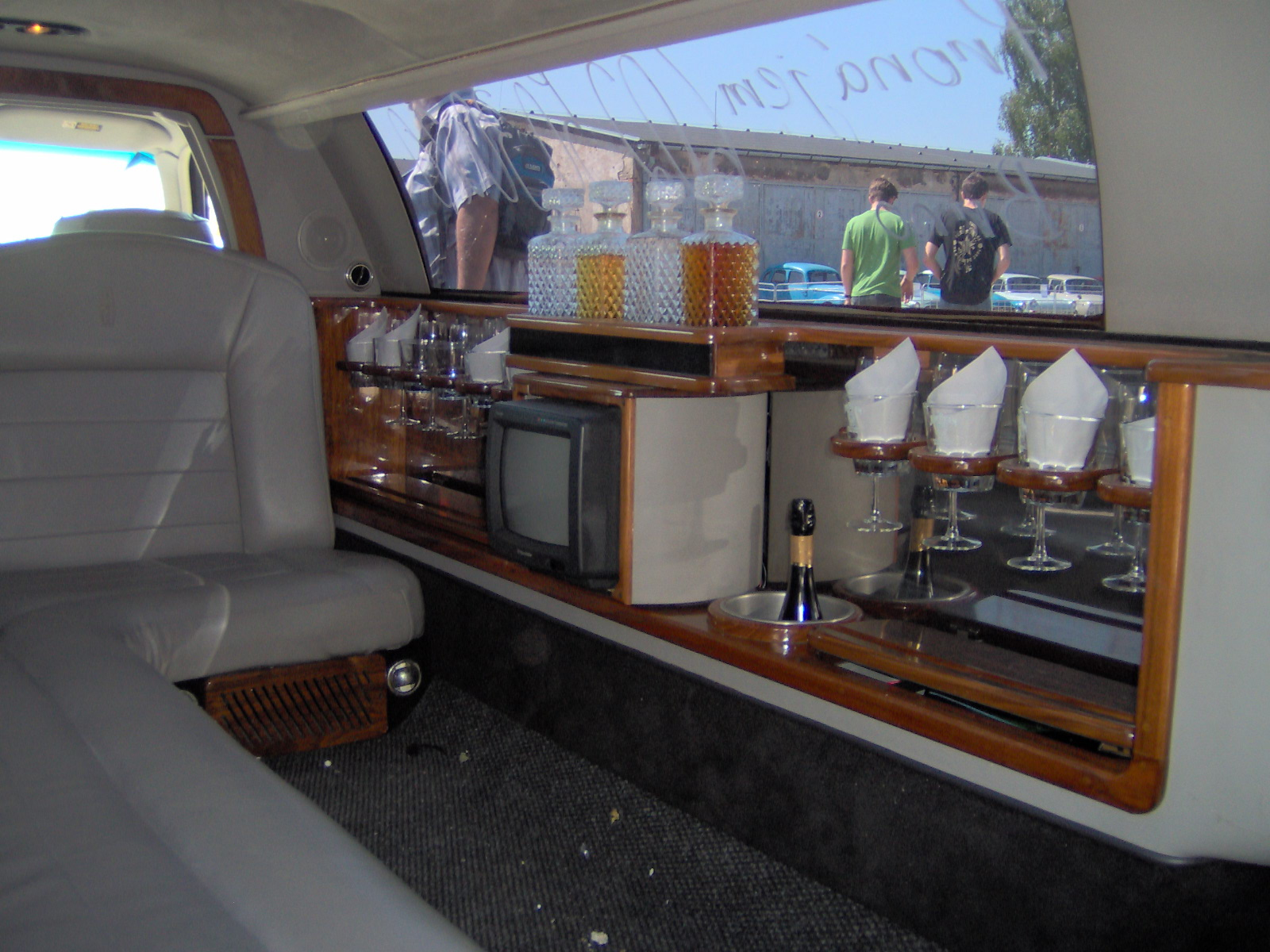
Gli interni di una Lincoln Town Car versione limousine

Il nome "Town Car" per una vettura Lincoln è stato introdotto nel 1959 per un allestimento della Lincoln Continental. Nel 1981 la Town Car è diventata un modello a sé stante, surclassando la Continental nel ruolo di ammiraglia della gamma Lincoln. Il termine Town Car è la traduzione in lingua inglese della parola francese "Sedan de Ville", che è stata utilizzata dalla Cadillac per un proprio modello omonimo. "Town Car" è inoltre traducibile in italiano con il termine coupé de ville, che è un particolare tipo di carrozzeria di grande prestigio in voga fino alla prima metà degli anni trenta.
La Town Car era dotata di un motore V8 montato anteriormente, di un telaio separato e di dimensioni ragguardevoli. La trazione era posteriore ed il pianale utilizzato era il Panther della Ford. Per la comunanza della piattaforma, la Town Car condivideva il gruppo motopropulsore e le sospensioni con la Mercury Grand Marquis e con la Ford LTD Crown Victoria.
Dal 1997 al 2001 la Town Car fu la più lunga (ma non la più pesante) vettura costruita nell'emisfero occidentale. Durante il periodo in cui fu prodotta, della Town Car vennero commercializzate tre generazioni (1981, 1990 e 1998). Compresi in esse, vennero applicati alcuni facelift.
Dopo l'uscita di scena del modello nel 2011, non venne lanciata sul mercato nessuna vera vettura sostituta. Per la fascia di appartenenza, in un certo senso, i modelli che hanno raccolto l'eredità della Town Car sono state la Lincoln MKT e la Lincoln MKS. La prima ha infatti sostituito la versione limousine, mentre la seconda quella berlina.

## La prima serie: 1981–1989

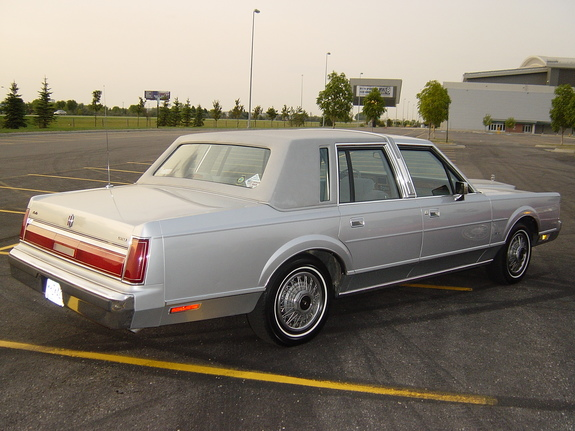
Vista posteriore di un Lincoln Town Car del 1986

La Lincoln fu l'ultima casa automobilistica statunitense ad operare un ridimensionamento dei propri modelli full-size, che infatti avvenne solo nel 1980. Nonostante il rimpicciolimento, i cambiamenti nella meccanica permisero il mantenimento di una certa quantità di spazio nell'abitacolo e l'aumento della capacità del bagagliaio. 
Il rimpicciolimento della Continental segnò anche l'espansione della gamma Lincoln. Nel 1981, la Town Car divenne un modello a sé stante, mentre la Continental fu retrocessa a modello mid-size per sostituire la Versailles.
La Town Car del 1981 aveva in dotazione molte opzioni lussuose. Era infatti equipaggiata, per esempio, di un computer di bordo oltre che di un tastierino numerico che serviva per accedere nell'abitacolo.
Il modello aveva installato un solo tipo di motore, vale dire un V8 da 5 L di cilindrata. Il cambio era invece automatico a quattro rapporti con overdrive.
Nel 1985 il modello venne sottoposto ad un facelift che coinvolse l'estetica, gli interni e le dimensioni del corpo vettura, che infatti diminuirono. Nel 1986 fu invece aggiornata la meccanica con l'installazione di un sistema di iniezione multipoint che sostituì quella a corpo farfallato. Nel 1987, nel 1988 e nel 1989 i cambiamenti furono minimi.
Durante il periodo in cui la Town Car fu in produzione, venne offerto un pacchetto che era studiato per il traino di rimorchi. Esso comprendeva un doppio sistema di scarico, un differenziale a scorrimento limitato ed un sistema di raffreddamento del motore e del cambio potenziato.
La prima serie di Town Car è stata assemblata a Wixom, nel Michigan. 
Compare nel film “The Lincoln Lawyer” usata dal protagonista.

## La seconda serie: 1990–1997

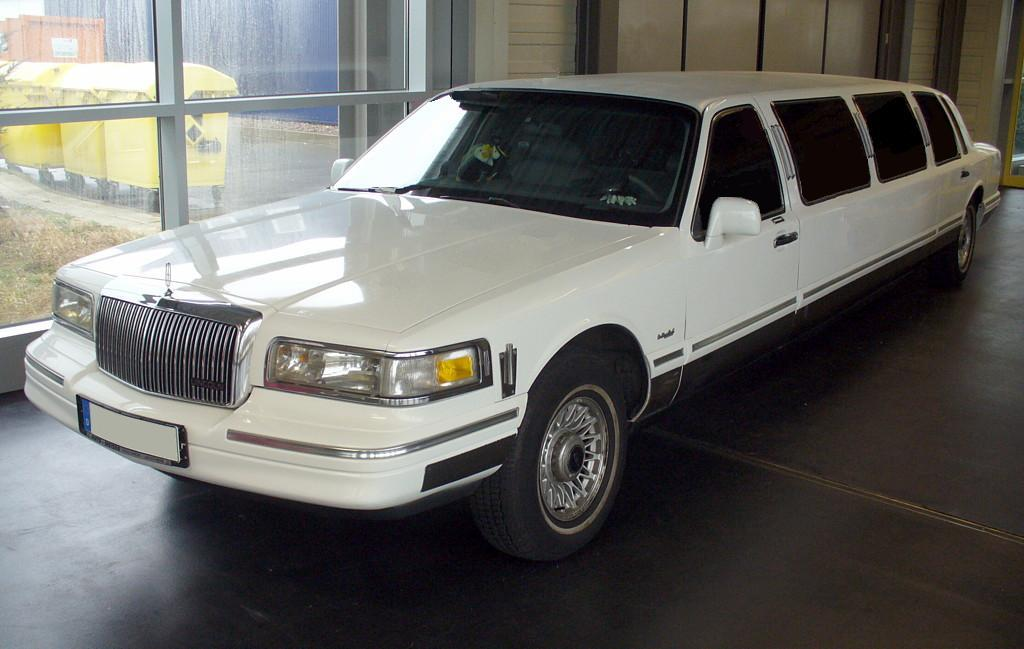
Una Lincoln Town Car seconda serie versione limousine

Dopo quasi dieci anni pressoché immutata, la Town Car fu oggetto di un restyling radicale nel 1989. Il pianale Panther ed il gruppo motopropulsore furono mantenuti, ma il corpo vettura e gli interni vennero completamente ridisegnati. 
Questa seconda serie di Town Car ebbe un ottimo successo e ciò portò il modello ad essere una delle vetture full-size di lusso più vendute in Nord America. Nel 1990 la Town Car fu insignita del premio Motor Trend Car of the Year dalla rivista Motor Trend.
Con l'introduzione di questa seconda serie di Town Car, furono disponibili molte opzioni che non vennero offerte sui modelli della prima serie. Ad esempio, per quanto riguarda i sedili, furono previsti la regolazione elettrica con memoria di due posizioni e la regolazione elettrico-idraulica della parte lombare. Venne inoltre installata una strumentazione digitale che informava il guidatore, tra l'altro, l'indicazione del tempo necessario per arrivare a destinazione. Sempre nel 1990 venne offerto il doppio airbag. L'ABS era invece disponibile tra le opzioni. Nel 1991 il motore da 5 L fu sostituito da un V8 monoalbero da 4,6 L. Il cambio fu invece sempre automatico a quattro rapporti.
Nel 1993 fu invece applicato un modesto facelift che coinvolse gli interni ed alcune parti della carrozzeria. Nel 1994 il motore venne aggiornato, con conseguente aumento della potenza e della coppia erogate. Nel 1995 la Town Car fu oggetto di un nuovo lieve facelift che interessò invece gli interni e l'equipaggiamento.
Con l'uscita di scena della Cadillac Fleetwood Brougham dopo il 1996, la Town Car fu l'ultimo modello statunitense di questo tipo, vale a dire una vettura full-size di lusso a trazione posteriore. Per questo motivo, dopo il fatto citato, la Town Car dal 1997 al 2011 rappresentò il più grande modello di autovettura prodotto in serie che era disponibile nell'emisfero occidentale.
La seconda serie di Town Car è stata assemblata a Wixom, nel Michigan.

## La terza serie: 1998–2011

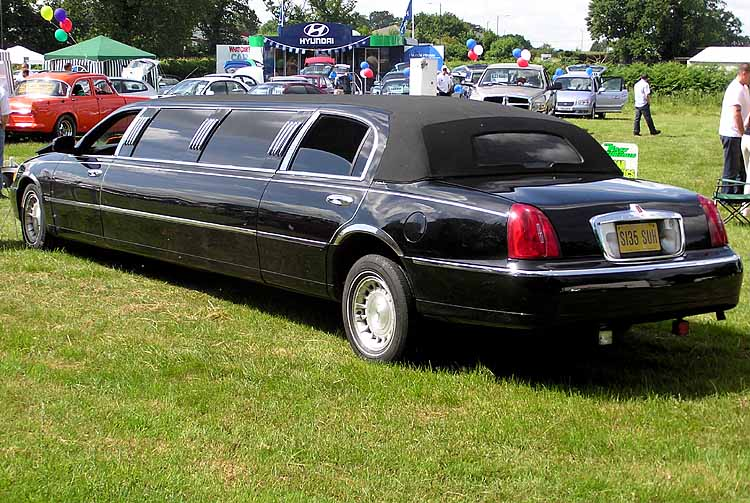
Una Lincoln Town Car terza serie versione limousine

Nel model year 1998 la Ford operò un restyling dei modelli full-size del gruppo. La Town Car fu la vettura per cui la Ford spese più risorse. La linea fu resa più tonda e la calandra venne aggiornata. Anche gli interni e la strumentazione vennero rivisti. Nell'occasione fu disponibile l'airbag laterale. Secondo gli addetti ai lavori la nuova serie di Town Car possedeva delle ottime caratteristiche di abitabilità e comfort, ed era realizzata con materiali di alto livello. Di contro, il modello era accusato di avere un'accelerazione non molto brillante, una scarsa maneggevolezza e, più in generale, delle prestazioni non molto scattanti.
Anche per questa serie di Town Car fu disponibile un solo tipo di motore, vale a dire un V8 monoalbero da 4,6 L di cilindrata. Anche il cambio offerto era solo uno, ovvero una trasmissione automatica a quattro rapporti. Questa serie di Town Car è stata assemblata a Wixom, nel Michigan, ed a St. Thomas, nell'Ontario. Nel primo luogo citato il modello venne prodotto dal 1998 al 2007, mentre in Canada fu assemblato dal 2008 al 2011.
Dal 2001 al 2011 fu disponibile la versione "L". Questa versione era più spaziosa ed era dotata di accessori supplementari. Il nome dell'allestimento, "L", era anche usato sulla BMW Serie 7 e sulla Mercedes-Benz Classe S per denominare le versioni più lussuose.
La casa automobilistica cinese FAW produsse una versione della Town Car tramite badge engineering dal 1998 al 2005. Questa versione della Town Car fu però disponibile solo in versione berlina, dato che la limousine continuò ad essere venduta nel Paese asiatico come Lincoln Town Car.
Nel 2003, in occasione delle rivisitazione del pianale Panther, la Town Car fu oggetto di un facelift. La linea fu resa leggermente più squadrata, mentre la meccanica venne aggiornata. Anche l'equipaggiamento e gli interni vennero migliorati.
Nel 2008 molti accessori che in precedenza erano offerti tra le opzioni vennero inclusi nell'equipaggiamento disponibile di serie. Infatti, quando le vendite iniziarono a calare vistosamente, la Lincoln decise di rendere più appetibile il modello arricchendone l'equipaggiamento. 

## I motori
| Allestimento                                                 | Anno      | Motore         | Potenza             | Coppia               |
| ------------------------------------------------------------ | --------- | -------------- | ------------------- | -------------------- |
| Prima generazione                                            |           |                |                     |                      |
| Executive Signature Cartier                                  | 1981      | V8 da 4,9 L    | 130 CV a 3.400 giri | 310 N•m a 2.200 giri |
| Executive Signature Cartier                                  | 1982      | V8 da 4,9 L    | 134 CV a 3.400 giri | 332 N•m a 2.200 giri |
| Executive Signature Cartier                                  | 1983      | V8 da 4,9 L    | 140 CV a 3.200 giri | 340 N•m a 2.000 giri |
| Executive Signature Cartier                                  | 1984–1985 | V8 da 4,9 L    | 140 CV a 3.200 giri | 340 N•m a 1.600 giri |
| Executive Signature Cartier                                  | 1984–1985 | Doppio scarico | 155 CV a 3.600 giri | 359 N•m a 2.000 giri |
| Executive Signature Cartier                                  | 1986–1989 | V8 da 4,9 L    | 150 CV              | 370 N•m a 2.000 giri |
| Executive Signature Cartier                                  | 1986      | Doppio scarico | 160 CV              | 380 N•m a 2.200 giri |
| Executive Signature Cartier                                  | 1987–1989 | Doppio scarico | 160 CV              | 380 N•m a 2.200 giri |
| Seconda generazione                                          |           |                |                     |                      |
| Executive Series                                             | 1990      | V8 da 5 L      | 150 CV              | 370 N•m a 2.000 giri |
| Executive Series                                             | 1991–1996 | V8 da 4,6 L    | 210 CV              | 373 N•m a 3.250 giri |
| Executive Series                                             | 1997      | V8 da 4,6 L    | 190 CV              | 359 N•m a 3.250 giri |
| Signature Series Cartier                                     | 1990      | V8 da 5 L      | 160 CV              | 380 N•m a 2.200 giri |
| Signature Series Cartier                                     | 1991–1997 | V8 da 4,6 L    | 210 CV              | 373 N•m a 3.250 giri |
| Terza generazione                                            |           |                |                     |                      |
| Executive Series Signature Series                            | 1998–2000 | V8 da 4,6 L    | 205 CV              |                      |
| Executive Series Signature Series                            | 2001–2002 | V8 da 4,6 L    | 235 CV              | 389 N•m a 3.500 giri |
| Executive Series Signature Series                            | 2003–2007 | V8 da 4,6 L    | 239 CV              | 389 N•m a 4.100 giri |
| Signature Touring Signature Limited Ultimate Designer Series | 1998–2002 | V8 da 4,6 L    | 239 CV              | 389 N•m a 4.100 giri |
| Signature Touring Signature Limited Ultimate Designer Series | 2005–2011 | V8 da 4,6 L    | 239 CV              | 389 N•m a 4.100 giri |
| Signature Touring Signature Limited Ultimate Designer Series | 2004      | V8 da 4,6 L    | 239 CV              | 389 N•m a 4.100 giri |
| Signature Touring Signature Limited Ultimate Designer Series | 2006–2007 | V8 da 4,6 L    | 239 CV              | 389 N•m a 4.100 giri |
| Cartier                                                      | 1998–2000 | V8 da 4,6 L    | 220 CV              | 390 N•m a 3.500 giri |
| L                                                            | 2000–2002 | V8 da 4,6 L    | 235 CV              | 386 N•m              |
| L                                                            | 2003–2011 | V8 da 4,6 L    | 239 CV              | 399 N•m a 4.100 giri |